# Арджешану, Георге
Георге Арджешану (рум. Gheorghe Argeşanu; 28 февраля 1883, Каракал — 26/27 ноября 1940, Бухарест) — румынский политический, государственный и военный деятель, премьер-министр Румынии (21 — 28 сентября 1939 года). Генерал-лейтенант кавалерии.

## Биография
Выдвинулся на командные должности в румынской армии во время Первой мировой войны.
В марте — октябре 1938 года был министром обороны в кабинете Мирона (Кристя).
После убийства своего предшественника премьер-министра Арманда Кэлинеску 21 сентября 1939 года представителями фашистского движения «Железная гвардия», основанного Корнелиу Кодряну, по воле короля Румынии Кароля II, генерал Георге Арджешану был выбран премьером и повышен в звании до генерал-лейтенанта.
С первых же часов новый премьер предпринял решительные шаги по преследованию «железногвардейцев» и их массовому уничтожению, включая публичные казни убийц Кэлинеску. В сентябре 1939 года впервые в Румынии стал практиковаться государственный терроризм. Было убито более 200 легионеров, большинство из них находящихся в лагерях и тюрьмах, против которых не существовало никакого обвинения. Одни были расстреляны, а другие, которые находились на свободе, были захвачены ночью в собственных домах и повешены на центральной площади столицы.
Решение об истреблении легионеров было принято премьером Георге Арджешану.
Его мандат премьера продлился только 7 дней с 21 по 28 сентября 1939 года. На должности его заменил Константин Аргетоиану.
Георге Арджешану числился среди 65 должностных лиц, которые были заключены без суда и следствия 26 ноября 1940 года, а затем убиты легионерами в ту же ночь в тюрьме Жилава в отместку за насилие, которое он одобрил. Среди убитых числились также, бывший министр юстиции Виктор Яманди, начальник секретной службы информации Михаил Морузов и его заместитель Ники Штефэнеску. Другими двумя жертвами стали генерал Ион Бенглиу, командующий румынской жандармерии, и генерал Габриел Маринеску, который в качестве министра общественного порядка был назначен координатором действий репрессии против легионеров.
Похоронен на военном кладбище Генча в Бухаресте.